# Gilberto Arango Londoño
Gilberto Arango Londoño (Colombia, 13 de diciembre de 1925-13 de junio de 2006), fue un abogado y político colombiano.

## Biografía
Egresado de la Universidad Nacional de Colombia, con un postgrado en Economía en Wharton School of Finance and Commerce  de la Universidad de Pensilvania en Filadelfia.
Ocupó cargos, tanto en el sector privado como en la administración pública, tales como secretario general del Ministerio de Hacienda; abogado de la Presidencia de la República; director general de Planeación  Nacional; gerente general del Banco Popular, y senador en dos períodos por su Departamento, Caldas, del cual fue gobernador; Ministro de Agricultura; Presidente de la Asociación de Exportadores de Café y conjuez del Consejo de Estado y la Corte Suprema de Justicia.
Fue profesor de economía y comercio internacional en varias universidades: La Universidad Nacional de Colombia, la  Universidad de Los Andes, la Universidad Javeriana, de América, la Gran Colombia, la Sergio Arboleda y el CESA cuyo consejo directivo presidió hasta su fallecimiento. Formó parte de la Comisión Especial para el Estudio de los Problemas del Café y de la Comisión para la Racionalización del Gasto Público. Fue miembro de número de la Academia Colombiana de la Lengua. Le fue conferido el Premio Nacional de Periodismo Simón Bolívar al mejor columnista y el Premio Excelencia del periódico colombiano Portafolio al mejor profesor universitario.

## Publicaciones y escritos
- Estructura Económica Colombiana
- Por los Senderos del Café
- Desde mi ángulo (libro con compendio de las columnas escritas por Gilberto Arango y que llevaban de título el mismo del libro)